# Люхов (Шлезвіг-Гольштейн)
Люхов (нім. Lüchow) — громада в Німеччині, розташована в землі Шлезвіг-Гольштейн. Входить до складу району Герцогство Лауенбург. Складова частина об'єднання громад Зандеснебен-Нуссе.
Площа — 4,62 км2. Населення становить 290 ос. (станом на 31 грудня 2020).